# جيمس أونيل (سياسي أمريكي، مواليد 1847)
جيمس أونيل (بالإنجليزية: James O'Neill) هو قاضي ومحامي وسياسي أمريكي، ولد في 3 سبتمبر 1847، وتوفي في 10 يونيو 1929. نشط حزبياً في الحزب الجمهوري. وقد انتخب عضو جمعية ولاية ويسكونسن.